# دان إس. بود
دان إس. بود هو مربي ماشية وسياسي أمريكي، ولد في 26 فبراير 1927 في بيغ بيني في الولايات المتحدة، وتوفي في 9 سبتمبر 2015 في باينديل في الولايات المتحدة. نشط حزبياً في الحزب الجمهوري. وقد انتخب عضو مجلس نواب وايومنغ ‏.